# Тимур (персонаж)
Тимур Гараев е главен герой в детската повест на съветския писател Аркадий Гайдар „Тимур и неговата команда“, „висок, тъмнокос малчуган на около тринайсет години“, който заедно със своите приятели тайно върши добри дела за хората от градчето, където живее. Негов противник е „хулиганът“ Квакин, който пакости и отказва да поема отговорности.
Смятан е за най-известния и популярен герой в детската литература от съветския период. В оригиналната версия на историята героят се казва Владимир Дьонкин. След това авторът го преименува в чест на сина си.
Той е герой на следните произведения на Гайдар:
- „Тимур и неговата команда“ (Тимур и его команда) – разказ и сценарий на филм
- „Комендантът на снежната крепост“ (Комендант снежной крепости) – разказ за филма
- „Клетвата на Тимур“ (Клятва Тимура) – сценарий на филм

По време на социализма в България, вследствие на този герой и възникналото в СССР тимуровско движение, се сформират „тимуровски команди“ от пионерчета – те се събират, за да помагат на пенсионери, да чистят тревни площи и подобни.